# Visso
Visso est une commune italienne d'environ 1 030 habitants située dans la province de Macerata, dans la région Marches, en Italie centrale.

## Géographie
Traversé par la ligne de partage des eaux Tirreno-Adriatique, le territoire communal retombe pour une bonne partie dans le bassin hydrographique du fleuve Nera, l’affluent du Tibre qui naît sur les Monts Sibillini et à travers les Gorges de la Valnerina poursuit son parcours vers Terni. 
Le chef-lieu est situé à la confluence de cinq vallées et d'autant de cours d’eau, dans une cuvette entourée de montagnes aux versants escarpés et boisés ainsi que de doux sommets recouverts de prairies à pâturage ; l’altitude du territoire est comprise entre 600 mètres environ du fond de la vallée et 1 800 mètres du mont Cardosa.
Visso a une exclave, identifiable dans le hameau de Cupi, entre les communes de Pieve Torina, Fiordimonte, Acquacanina et Ussita.

## Histoire
La plus ancienne pièce archéologique certifiée qui témoigne de l’existence d’un lieu habité à l’époque romaine est l’épigraphe funéraire d’un certain Bertus, publiée dans le CIL et datée du Ier siècle av. J.-C.; il semble que l’esclave libéré appartenait à la tribu Horatia, dans les environs de Spoleto. Se trouvant à la frontière entre les Régions du Samnium et de l’Ombrie, avec l’arrivée des Lombards et la fondation du duché de Spolète, le territoire de la moyenne-haute Valnerina passa en 576 sous la juridiction du Gastaldato di Ponte.
Après l'an Mille, les populations des fiefs environnants donnèrent vie à la première agglomération urbaine désignée sous le nom de Visse ; initialement placée sur la colline de San Giovanni, où fut construite au XIIIe siècle la Forteresse, Pour un certain nombre de facteurs, le centre d’habitation a été déplacé vers le fond de la vallée, autour de la nouvelle église de Santa Maria. Elles ont probablement influencé la disponibilité des eaux de source et des cours d’eau (avec la construction de moulins et l’aménagement des rivières) et la proximité accrue des voies de commerce (en particulier la laine traitée et le bétail) Mais le processus d’urbanisation a été accéléré par la reconstruction après le tremblement de terre destructeur de 1328. 
Il est remarquable que, dans les siècles suivants, Visso n’ait plus eu un endommagement d’une telle intensité (jusqu’en 2016), pendant que la voisine Norcia a été lourdement reconstruite plusieurs fois.
Sans jamais se détacher de l’État de l’Église (les clés papales sont toujours dans les armoiries communales), entre le XIIe et le XIIIe siècle, Visso grandit et s’organisa en libre commune avec l’annexion des fiefs nobiliaires et ecclésiastiques entre Ussita et Castelsantangelo, en rivalisant fortement avec les communes limitrophes (en particulier Norcia, Camerino, Montefortino, Montemonaco et Acquacanina) pour le contrôle du commerce ovin.
Cependant, les libertés communales commencent à décliner dès la fin du XIVe siècle, lorsque le Duché de Spolète passe sous le contrôle direct du Pape et que le gouvernement de Visso est confié à la puissante famille guelfe des Da Varano, ducs de Camerino. Mais comme les exigences toujours difficiles du territoire (et la nature hostile des habitants de Visso) rendaient inconstant le pouvoir effectif de la Seigneurie, au XVe siècle le gouvernement fut confié définitivement à un représentant pontifical ; Perdurèrent, avec l’approbation du Pape, certaines des libertés juridiques exprimées par les statuts municipaux. La première moitié du XVe siècle fut pour la ville une période de profonde crise (dite « la ruine de Visso »), due aux pillages des compagnies de Ventura (d’où le toponyme Pont Espagnol) et à la suite d’épidémies. Après la Paix de Lodi, le commerce reprend et avec une série de restaurations. Visso commence à prendre les formes de la Renaissance qui caractérisent encore les palais et les rues principales du centre historique.
Dans un territoire aussi montagneux et aussi inaccessible, le problème des ressources agricoles demeurait cependant : le manque d’espaces cultivables, ainsi que de pâturages et de bois pour le bois, poussait les personnes qui vivaient à s’aventurer, continuant ainsi d’enflammer de féroces disputes avec les voisins.
Le dernier grand affrontement eut lieu avec Norcia en 1522 pour la possession des terrains productifs au-dessus du hameau de Gualdo : la Bataille du Pian Perduto (dont l’échiquier fut le plateau de Castelluccio di Norcia). Cette bataille doit sa renommée à un poème héroïque du XVIIe siècle, qui raconte (avec peu d'impartialité) comment la ruse et la foi des habitants de Visso avaient vaincu la bravoure de l’ennemi en supériorité numérique. L’œuvre est traditionnellement attribuée à un certain Berrettaccia, poète-pasteur de Castelsantangelo sul Nera, mais l’utilisation des rimes pour la tradition orale et le mélange de tons (de grotesques à célébratifs, de populaires à religieux) suggèrent la présence de plusieurs auteurs parmi les conteurs et les clercs de la montagne entre le XVIe  et le  XVIIe siècle.

## Monuments, patrimoine et évènements culturels

### Monuments
- Collegiata di Santa Maria - L’actuelle église de style roman-gothique, fondée en 1256, a été construite sur l’église originelle de 1143 mais n’a été achevée que vers le milieu du Xive siècle. À l’intérieur, il conserve des œuvres d’art remarquables, y compris des fresques du Xive siècle de l’école ombrienne-des Marches (y compris un San Cristoforo géant) et de l’école de Giosco-Rimini (cycle de fresques dans l’abside).
- Sanctuaire de Macereto - la plus haute expression de l’architecture Renaissance du XVIe siècle dans les Marches, situé à 10 km du village sur le plateau solitaire et panoramique de Macereto, près du hameau de Cupi. La construction du temple blanc autour de la statue de la Vierge, là vénérée dès le Xive siècle, commença en 1528 avec l’architecte Giovan Battista da Lugano sur un projet antérieur du Bramante.
- Sant’Agostino - église à façade gothique du XIVe siècle, siège du Musée-Pinacothèque Diocésain qui a accueilli une importante collection communale de manuscrits du poète Giacomo Leopardi, dont le célèbre sonnet "L’Infinito".
- Église de San Francesco - de formes roman-gothique des Abruzzes, XIVe siècle ; la façade quadrangulaire caractéristique a été reculée de 8 mètres après l’inondation de 1858, pour permettre la construction de l’imposante digue du torrent Ussita. Pendant des années, il a été le siège de la saison du Festival des concerts polyphoniques.
- Autres églises
  - à Visso : Chiesetta della Concezione, San Giovanni, Madonna di Cardosa, Santa Croce, San Girolamo; à Borgo S.Antonio : Église de Sant’Antonio;
  - autres hameaux : les églises paroissiales de Fematre et de Mevale (remarquables pour les fresques des frères Angelucci).

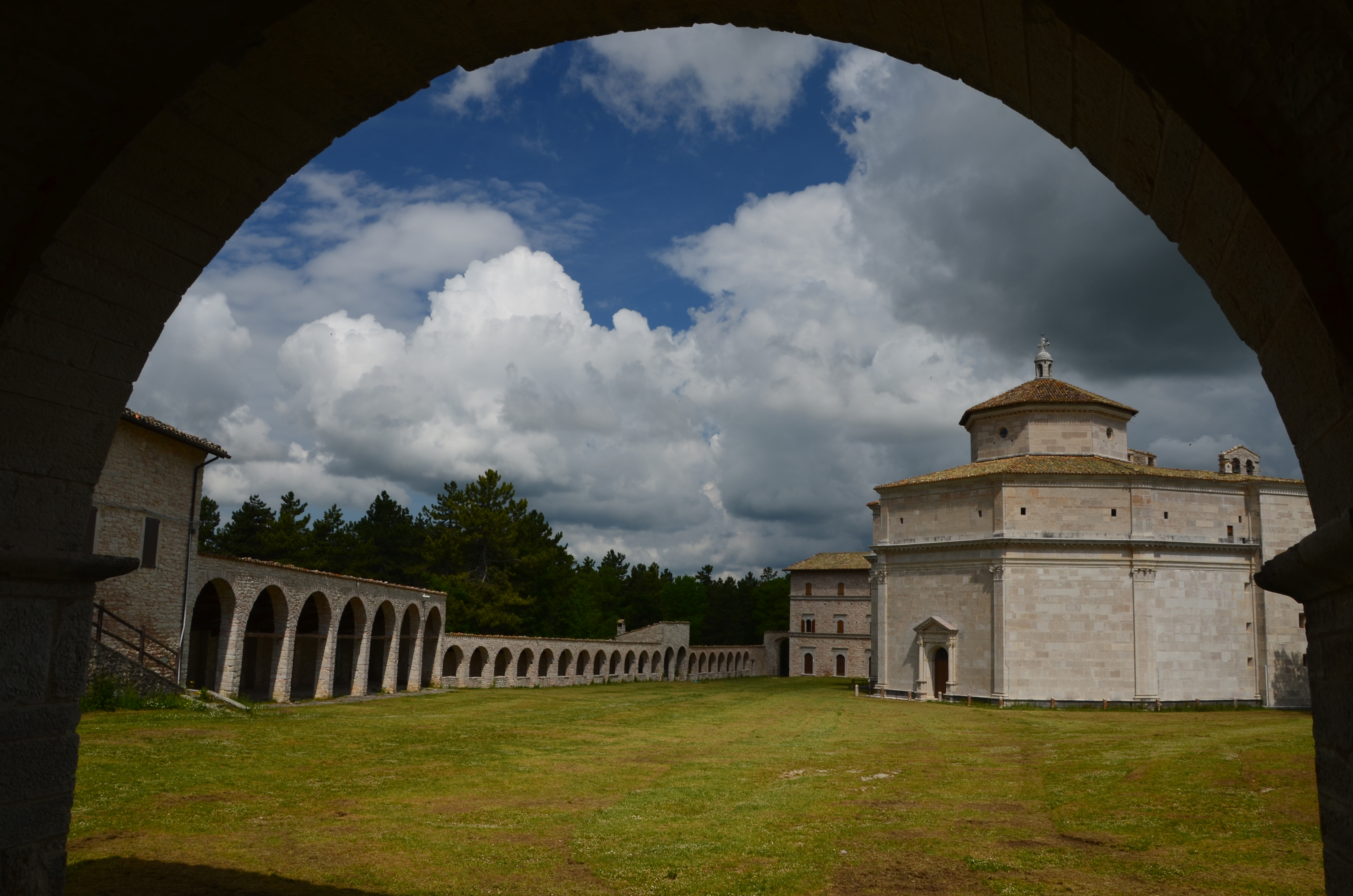
Sanctuaire Bramantesque de Macereto.
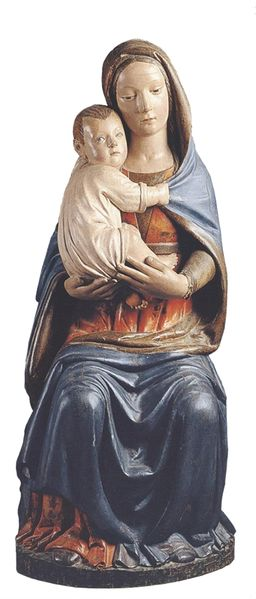
Madone du sanctuaire de Macereto.
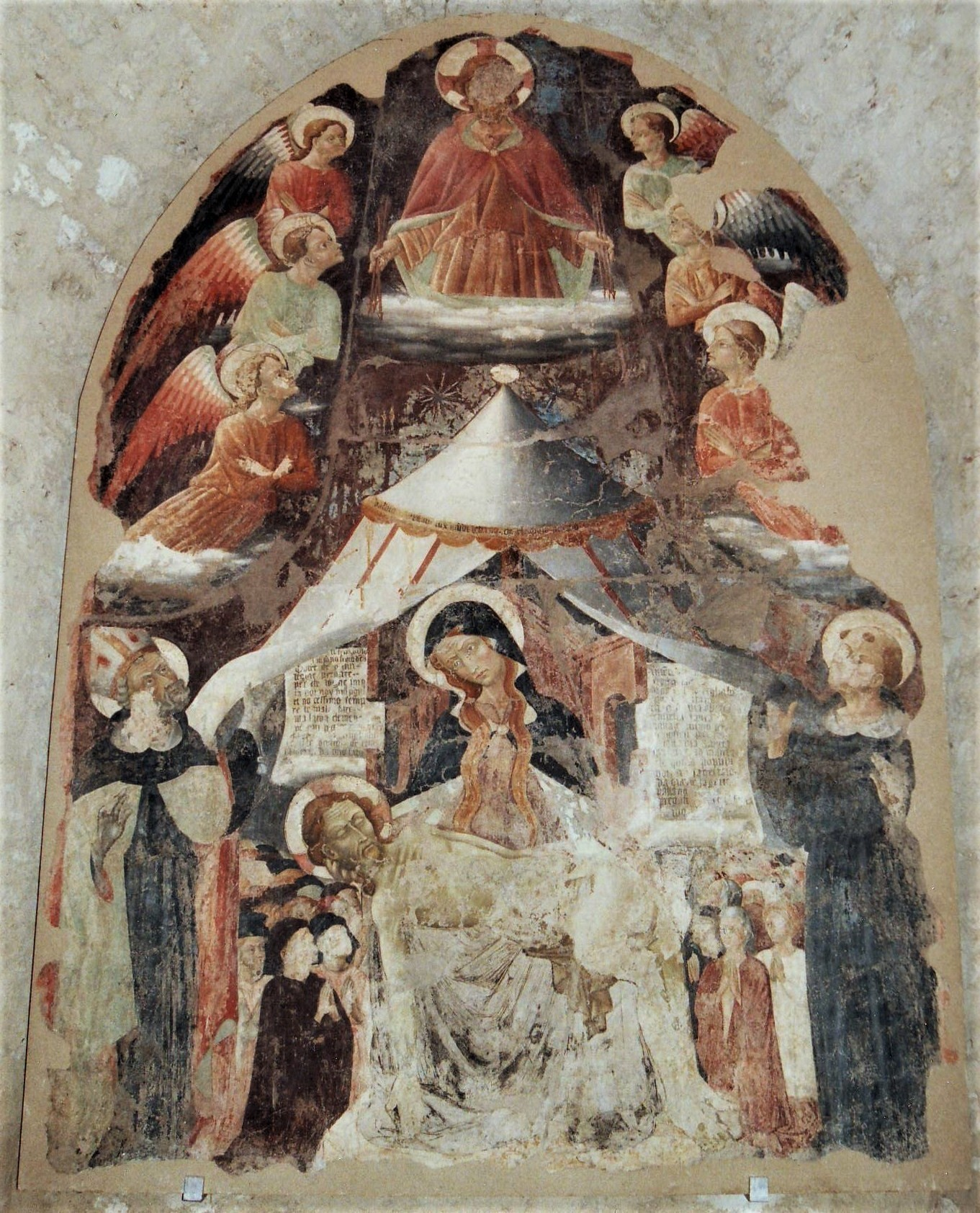
Madonna del Voto de Paolo da Visso, 1450/1460, Musée diocésain de la Ville.

### Patrimoine
- Le Musée diocésain de Visso où se trouve la Madonna del Voto de Paolo da Visso.
- Musée des manuscrits léopardien contenant une centaine de manuscrits originaux de Giacomo Leopardi.

### Évènements culturels
- Poliphonica Festival - Particulièrement importante dans l’activité musicale et culturelle des Marches, la saison des concerts, née en 2000, se déroule pendant le mois d’août. Au fil des ans, la revue a vu défiler d'importants artistes du panorama musical national et international et a impliqué beaucoup d’autres communes, en devenant un des événements musicaux les plus vastes d’Italie. A Visso, les concerts ont toujours lieu dans l’église de San Francesco.
- Septembre Musical - Depuis 2007, l’association musicale poliphonica festival organise le Septembre Musical  proposant Interprétations vocales et instrumentales, cours d’été tenus par des professeurs qualifiés des conservatoires, académies et instituts musicaux de toute l’Italie sous la direction artistique de Giovanni Sorana. Les cours ont lieu chaque année de la dernière semaine d’août à la première de septembre.

## Personnalités liées à Visso
- Paolo da Visso, peintre du gothique international actif au XVe siècle.

## Administration
| Période                                  | Période | Identité | Étiquette | Qualité |
| ---------------------------------------- | ------- | -------- | --------- | ------- |
|                                          |         |          |           |         |
| Les données manquantes sont à compléter. |         |          |           |         |

### Communes limitrophes
Acquacanina, Castelsantangelo sul Nera, Cerreto di Spoleto, Fiordimonte, Foligno, Monte Cavallo, Pieve Torina, Preci, Sellano, Serravalle di Chienti, Ussita